# Canadian Open 2022 - Qualificazioni singolare femminile
Le qualificazioni del singolare femminile del Canadian Open 2022 sono state un torneo di tennis preliminare per accedere alla fase finale della manifestazione. Le vincitrici dell'ultimo turno sono entrate di diritto nel tabellone principale. In caso di ritiro di una o più giocatrici aventi diritto a queste sono subentrati le lucky loser, ossia le giocatrici che hanno perso nell'ultimo turno ma che avevano una classifica più alta rispetto alle altre partecipanti che avevano comunque perso nel turno finale.

## Teste di serie
1. Marie Bouzková (qualificata)
2. Nuria Párrizas Díaz (ultimo turno, lucky loser)
3. Ljudmila Samsonova (ritirata)
4. Madison Brengle (qualificata)
5. Camila Osorio (ritirata)
6. Andrea Petković (primo turno)
7. Ajla Tomljanović (qualificata)
8. Tereza Martincová (qualificata)

1. Wang Xinyu (primo turno, ritirata)
2. Claire Liu (qualificata)
3. Harriet Dart (ultimo turno)
4. Donna Vekić (ultimo turno, lucky loser)
5. Daria Saville (ritirata)
6. Rebecca Peterson (primo turno)
7. Tatjana Maria (ultimo turno)
8. Lauren Davis (ultimo turno)

## Qualificate
1. Marie Bouzková
2. Cristina Bucșa
3. Storm Sanders
4. Madison Brengle

1. Claire Liu
2. Asia Muhammad
3. Ajla Tomljanović
4. Tereza Martincová

### Lucky loser
1. Nuria Párrizas Díaz

1. Donna Vekić

## Tabellone

### Sezione 1
|  | Primo turno | Primo turno                | Primo turno                | Primo turno | Primo turno |  |  | Ultimo turno | Ultimo turno   | Ultimo turno   | Ultimo turno | Ultimo turno |  |
|  |             |                            |                            |             |             |  |  |              |                |                |              |              |  |
|  | 1           | Marie Bouzková             | Marie Bouzková             | 6           | 6           |  |  |              |                |                |              |              |  |
|  |             | Valentini Grammatikopoulou | Valentini Grammatikopoulou | 2           | 0           |  |  | 1            | Marie Bouzková | Marie Bouzková | 7            | 6            |  |
|  |             | Heather Watson             | Heather Watson             | 1           | r           |  |  | 15           | Tatjana Maria  | Tatjana Maria  | 5            | 3            |  |
|  | 15          | Tatjana Maria              | Tatjana Maria              | 6           |             |  |  |              |                |                |              |              |  |

### Sezione 2
|  | Primo turno | Primo turno         | Primo turno         | Primo turno | Primo turno |  |  | Ultimo turno | Ultimo turno        | Ultimo turno        | Ultimo turno | Ultimo turno |  |
|  |             |                     |                     |             |             |  |  |              |                     |                     |              |              |  |
|  | 2           | Nuria Párrizas Díaz | Nuria Párrizas Díaz | 7           | 6           |  |  |              |                     |                     |              |              |  |
|  | WC          | Kayla Cross         | Kayla Cross         | 62          | 0           |  |  | 2            | Nuria Párrizas Díaz | Nuria Párrizas Díaz | 4            | 3            |  |
|  |             | Cristina Bucșa      | Cristina Bucșa      | 6           | 6           |  |  |              | Cristina Bucșa      | Cristina Bucșa      | 6            | 6            |  |
|  | 14          | Rebecca Peterson    | Rebecca Peterson    | 3           | 3           |  |  |              |                     |                     |              |              |  |

### Sezione 3
|  | Primo turno | Primo turno        | Primo turno        | Primo turno | Primo turno |  |  | Ultimo turno | Ultimo turno  | Ultimo turno | Ultimo turno | Ultimo turno |  |
|  |             |                    |                    |             |             |  |  |              |               |              |              |              |  |
|  | Alt         | Storm Sanders      | Storm Sanders      | 6           | 7           |  |  |              |               |              |              |              |  |
|  |             | Catherine Harrison | Catherine Harrison | 0           | 5           |  |  | Alt          | Storm Sanders | 6            | 1            | 6            |  |
|  |             | Laura Siegemund    | Laura Siegemund    | 3           | 3           |  |  | 16           | Lauren Davis  | 3            | 6            | 3            |  |
|  | 16          | Lauren Davis       | Lauren Davis       | 6           | 6           |  |  |              |               |              |              |              |  |

### Sezione 4
|  | Primo turno | Primo turno      | Primo turno      | Primo turno | Primo turno |  |  | Ultimo turno | Ultimo turno     | Ultimo turno     | Ultimo turno | Ultimo turno |  |
|  |             |                  |                  |             |             |  |  |              |                  |                  |              |              |  |
|  | 4           | Madison Brengle  | Madison Brengle  | 6           | 6           |  |  |              |                  |                  |              |              |  |
|  | WC          | Elsa Jacquemot   | Elsa Jacquemot   | 2           | 4           |  |  | 4            | Madison Brengle  | Madison Brengle  | 6            | 6            |  |
|  |             | Grace Min        | Grace Min        | 3           | 4           |  |  | Alt          | Christina McHale | Christina McHale | 3            | 2            |  |
|  | Alt         | Christina McHale | Christina McHale | 6           | 6           |  |  |              |                  |                  |              |              |  |

### Sezione 5
|  | Primo turno | Primo turno    | Primo turno   | Primo turno | Primo turno |  |  | Ultimo turno | Ultimo turno | Ultimo turno | Ultimo turno | Ultimo turno |  |
|  |             |                |               |             |             |  |  |              |              |              |              |              |  |
|  | Alt         | Ellen Perez    | Ellen Perez   | 6           | 7           |  |  |              |              |              |              |              |  |
|  |             | Priscilla Hon  | Priscilla Hon | 4           | 62          |  |  | Alt          | Ellen Perez  | Ellen Perez  | 3            | 0            |  |
|  | WC          | Victoria Mboko | 6             | 3           | 4           |  |  | 10           | Claire Liu   | Claire Liu   | 6            | 6            |  |
|  | 10          | Claire Liu     | 3             | 6           | 6           |  |  |              |              |              |              |              |  |

### Sezione 6
|  | Primo turno | Primo turno     | Primo turno     | Primo turno | Primo turno |  |  | Ultimo turno | Ultimo turno  | Ultimo turno | Ultimo turno | Ultimo turno |  |
|  |             |                 |                 |             |             |  |  |              |               |              |              |              |  |
|  | 6           | Andrea Petković | Andrea Petković | 3           | 2           |  |  |              |               |              |              |              |  |
|  |             | Asia Muhammad   | Asia Muhammad   | 6           | 6           |  |  |              | Asia Muhammad | 7            | 62           | 6            |  |
|  |             | Lina Glushko    | Lina Glushko    | 4           | 2           |  |  | 12           | Donna Vekić   | 5            | 7            | 1            |  |
|  | 12          | Donna Vekić     | Donna Vekić     | 6           | 6           |  |  |              |               |              |              |              |  |

### Sezione 7
|  | Primo turno | Primo turno      | Primo turno      | Primo turno | Primo turno |  |  | Ultimo turno | Ultimo turno     | Ultimo turno | Ultimo turno | Ultimo turno |  |
|  |             |                  |                  |             |             |  |  |              |                  |              |              |              |  |
|  | 7           | Ajla Tomljanović | Ajla Tomljanović | 7           | 7           |  |  |              |                  |              |              |              |  |
|  | PR          | Kimberly Birrell | Kimberly Birrell | 5           | 65          |  |  | 7            | Ajla Tomljanović | 4            | 6            | 6            |  |
|  |             | Arianne Hartono  | Arianne Hartono  | 3           | 3           |  |  | 11           | Harriet Dart     | 6            | 1            | 3            |  |
|  | 11          | Harriet Dart     | Harriet Dart     | 6           | 6           |  |  |              |                  |              |              |              |  |

### Sezione 8
|  | Primo turno | Primo turno       | Primo turno       | Primo turno | Primo turno |  |  | Ultimo turno | Ultimo turno      | Ultimo turno | Ultimo turno | Ultimo turno |  |
|  |             |                   |                   |             |             |  |  |              |                   |              |              |              |  |
|  | 8           | Tereza Martincová | Tereza Martincová | 6           | 7           |  |  |              |                   |              |              |              |  |
|  |             | Emina Bektas      | Emina Bektas      | 3           | 5           |  |  | 8            | Tereza Martincová | 6            | 4            | 6            |  |
|  | WC          | Marina Stakusic   | Marina Stakusic   | 6           |             |  |  | WC           | Marina Stakusic   | 4            | 6            | 1            |  |
|  | 9           | Wang Xinyu        | Wang Xinyu        | 1           | r           |  |  |              |                   |              |              |              |  |